# Jorge Inglés

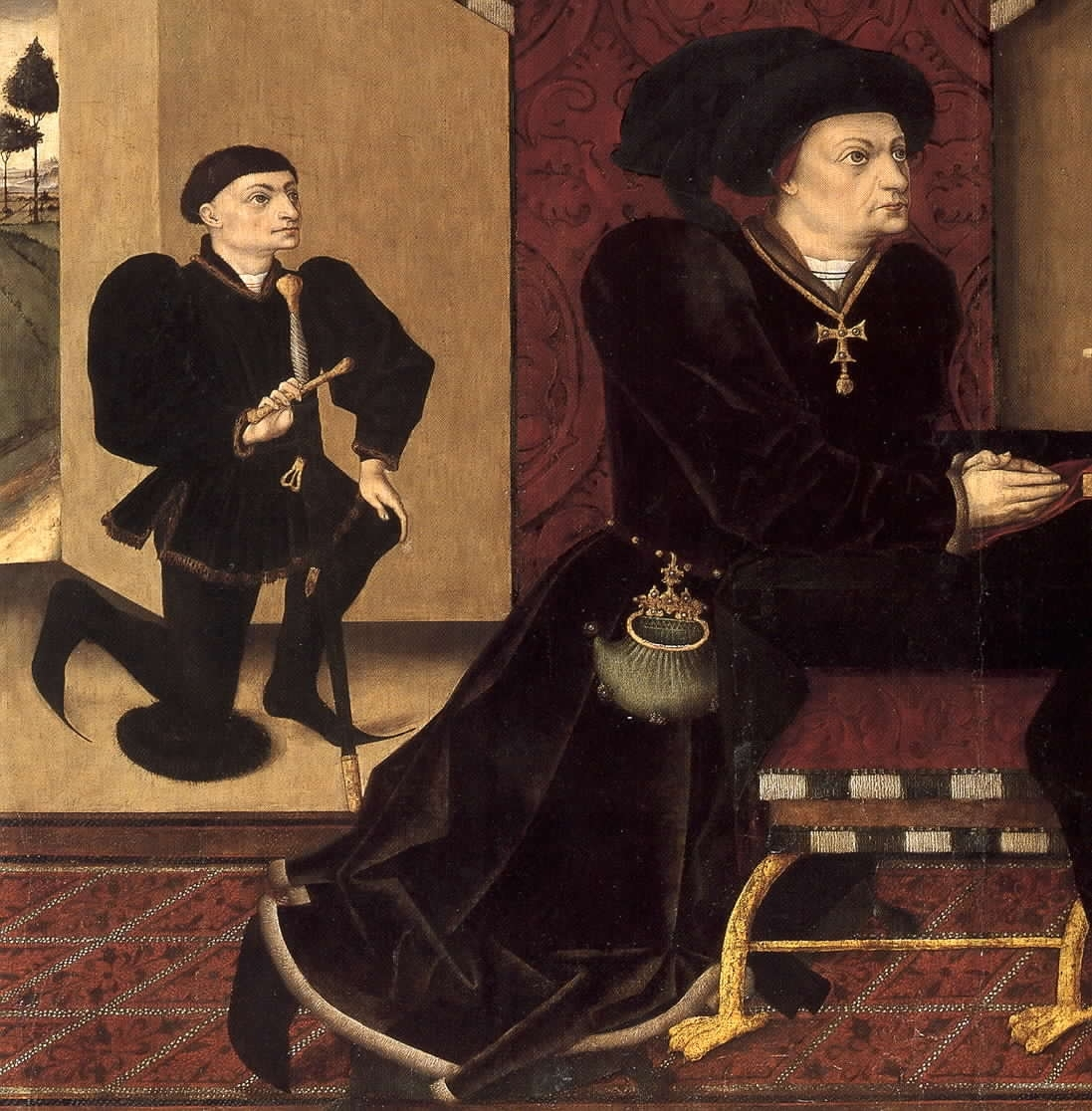
Retrato de Íñigo López de Mendoza, Marqués de Santillana, pintado por Jorge Inglés. Se conserva en el Museo del Prado.

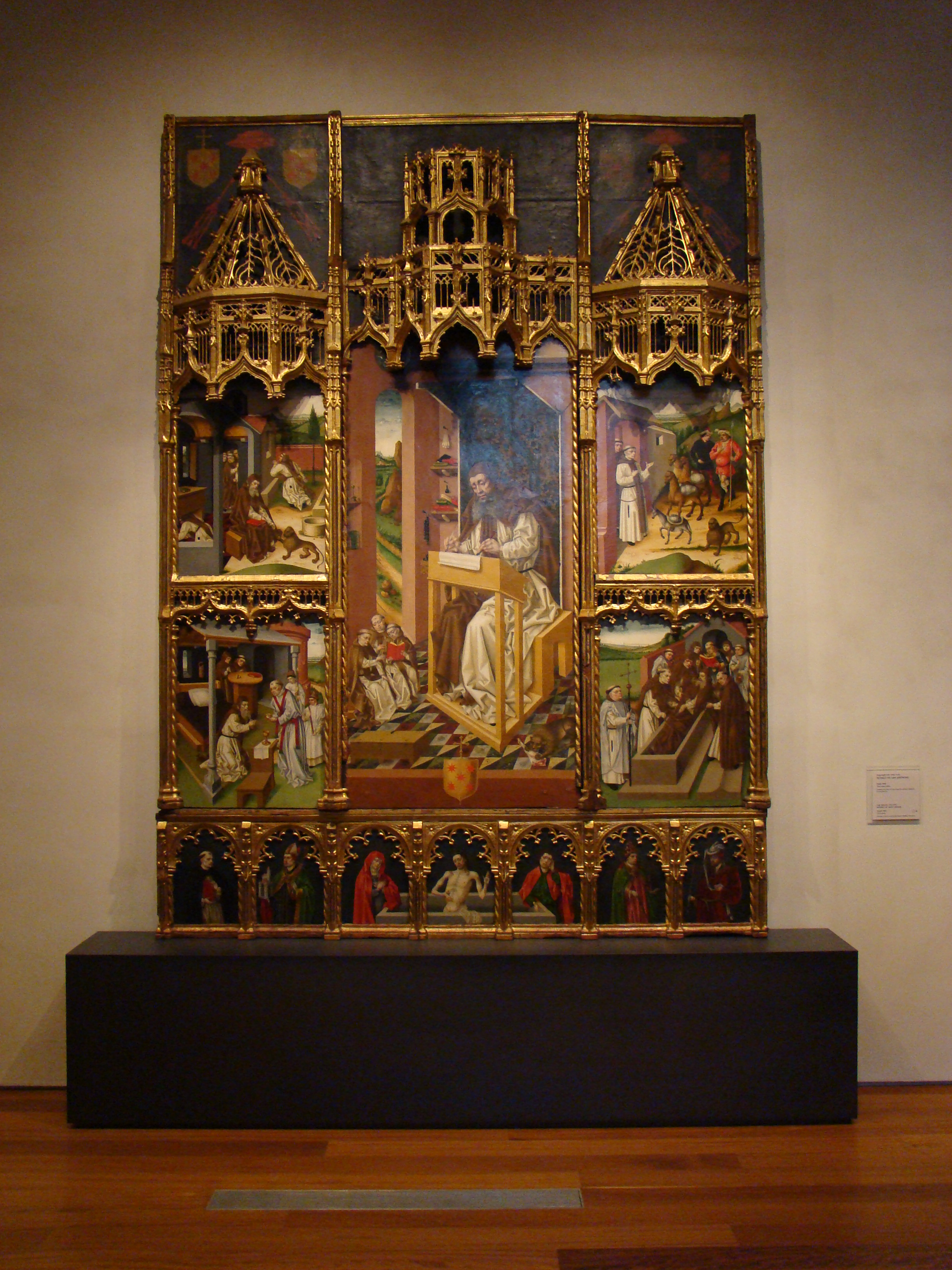
Retablo de San Jerónimo procedente del monasterio de La Mejorada (Olmedo). Pintura sobre tabla. Se conserva en el Museo Nacional de Escultura.

Jorge Inglés fue un pintor del siglo XV, nacido probablemente en Inglaterra. Llegó a Castilla para decorar la Catedral Vieja de Salamanca. Su estilo revela su perfecto conocimiento de la pintura flamenca y, sobre todo, de la escuela de Tournai. Se desconocen los pormenores de su vida. Su lugar de nacimiento se ha inferido por su apellido, pero también hay historiadores que sostienen su ascendencia flamenca.

## Retablo del Hospital de Buitrago
El único testimonio documental fechado sobre este pintor es el testamento del Marqués de Santillana, Íñigo López de Mendoza, datado el  6 de junio de 1455, en el que dispone que se instale en la capilla del Hospital de Buitrago el «retablo de los Ángeles, que mandé facer al maestro Jorge Inglés, pintor...». Tras su restauración en 2012 el retablo se expone en el Museo del Prado por un acuerdo alcanzado para diez años con el duque del Infantado, Íñigo de Arteaga y Martín, propietario de la obra. El retablo, que fue mencionado por Antonio Ponz en su Viage de España cuando visitó Buitrago, estaba compuesto por una tabla dedicada a San Jorge (hoy perdida), una imagen de bulto de la Virgen que había adquirido el Marqués en la feria de Medina, dos tablas con ángeles cantores y otras dos con las figuras orantes del Marqués y de su esposa, Catalina Suárez de Figueroa, y una predela con los bustos de los padres de la Iglesia.

## Otras obras atribuidas a Inglés
También se han atribuido a Jorge Inglés otras importantes obras, como el retablo de San Jerónimo, del desaparecido Monasterio de Santa María de la Mejorada, hoy en el Museo Nacional de Escultura de Valladolid, o el retablo de la Virgen en Villasandino (Burgos). Asimismo, se le atribuyen también las miniaturas de determinados códices de la biblioteca del Marqués.